# Brachydeutera
Brachydeutera Loew, 1862, è un genere di insetti della famiglia degli Ephydridae (Diptera: Schizophora), prevalentemente distribuito nelle regioni tropicali.

## Descrizione

### Adulto
Gli adulti hanno corpo di piccole o medie dimensioni, lungo da 1,5 mm a poco più di 5 mm.
Il capo è largo, di aspetto pruinoso per il tegumento tomentoso, con vitta frontale non differenziata, faccia in gran parte glabra, percorsa da una carena verticale, clipeo ampio e stretto in senso dorso-ventrale. Le antenne sono prive della tipica setola dorsale presente sul pedicello di molti efidridi e hanno arista pettinata, portante 6-12 raggi dorsali. Gli occhi sono ben sviluppati. Setole fronto-orbitali composte da 2-3 paia di setole orbitali lateroclinate e un paio di setole interfrontali lunghe e incrociate, inserite anteriormente rispetto all'ocello mediano. Setole verticali e ocellari presenti. Setole facciali piccole e in numero variabile, ai margini laterali della faccia. Nel complesso, faccia e gene sono sostanzialmente glabre.
Il torace ha in genere una colorazione bruna sul dorso e grigiastra sui lati. La chetotassi è poco sviluppata, composta per lo più da setole deboli anche se evidenti. Serie acrosticali e dorsocentrali composte da microtrichi; fanno eccezione, per il maggiore sviluppo, solo il paio di acrosticali posteriori, dette setole prescutellari, e il paio posteriore di dorsocentrali. Presenti, ma poco sviluppate, le setole omerali e le sopralari (una presuturale e una postsuturale), e una postalare meglio sviluppata. Ai lati sono presenti una o due setole notopleurali e sui margini dello scutello due paia di setole poco sviluppate. Le pleure presentano una setola poco sviluppata sia sull'anepisterno sia sul katepisterno.

Schema della nervatura alare
Fratture costali: hb: frattura omerale; sb: frattura subcostale.
Nervature longitudinali: C: costa; Sc: subcosta; R: radio; M: media; Cu: cubito; A: anale.
Nervature trasversali: h: omerale; r-m: radio-mediale; dm-cu: medio-cubitale discale.
Cellule: br: 1ª basale; bm+dm: 2ª basale fusa con la discale; cup: cellula cup (aperta).

La venatura delle ali presenta la conformazione ordinaria della generalità degli Efidridi: costa con due fratture (omerale e subcostale), subcosta evanescente e incompleta, radio divisa in tre rami (R1, R2+3, R4+5), media indivisa, cubito ridotta al solo ramo CuA1, anale rudimentale. Come nella generalità della famiglia, presenti la radio-mediale (r-m) e la medio-cubitale discale (dm-cu), assente la medio-cubitale basale (bm-cu), seconda cellula basale fusa con la discale e cellula cup aperta. Elementi morfologici caratterizzanti sono i seguenti:
- costa estesa fino alla terminazione di R4+5;
- ramo R2+3 della radio breve, confluente a circa metà del margine anteriore;
- tratti terminali della media e della cubito, dopo la medio-cubitale discale, molto deboli, quasi evanescenti.

L'addome è appiattito in senso dorso-ventrale nelle femmine, convesso nei maschi.

### Stadi giovanili
Nelle forme conosciute, le larve hanno la morfologia tipica che denota un adattamento alla vita acquatica. La lunghezza, in quelle di terza età, arriva a 5–7 mm. Il corpo è fusiforme, non appiattito, privo di metameria evidente, terminante con un breve prolungamento caudale (sifone respiratorio) fornito di peli idrofughi. Come nella generalità delle larve dei Ciclorrafi, è presente un solo paio di spiracoli tracheali addominali in quelle di prima età, due paia in quelle di seconda e terza età (un paio toracico, uno addominale). Gli stigmi addominali sono disposti all'apice del tubo respiratorio.
Il pupario riassume la forma e le dimensioni della larva matura, è di colore bruno, dapprima chiaro, color ambrato, successivamente scuro. Spiracoli addominali portati all'apice del tubo respiratorio, spiracoli toracici all'apice di due vistosi processi dorsali, proiettati anteriormente e lateralmente.

## Biologia
La biologia di questo genere è sufficientemente documentata per alcune specie e, in sostanza, presenta una certa uniformità. Gli adulti volano raramente, pur essendone capaci, e stazionano preferibilmente su acque stagnanti, muovendosi sulla superficie in virtù della tensione superficiale. L'habitat è rappresentato da stagni e specchi d'acqua temporanei, rappresentati da pozzanghere o dall'acqua piovana raccolta nelle cavità naturali degli alberi o in contenitori di varia natura. Il regime alimentare è saprofago e si cibano fondamentalmente dei detriti organici presenti sulla superficie dell'acqua.
Le larve sono acquatiche. Vivono in acque stagnanti e poco profonde, sospese sotto la superficie per mezzo del sifone respiratorio idrofugo. La larve di una specie oceanica, Brachydeutera hebes, sono state segnalate da Davis (1959) come parassitoidi di Lymnaea ollula; si tratta, quest'ultima, di una lumaca d'acqua dolce di cui è ampiamente documentato, in letteratura, il ruolo di vettore nella trasmissione della Fasciola hepatica al bestiame, nelle Hawaii. La zoofagia si riscontra anche nella specie africana Brachydeutera munroi, le cui larve hanno attività predatoria nei confronti dei Culicidae in fase di sfarfallamento. Le segnalazioni più frequenti indicano comunque che il regime alimentare usuale fra le larve di Brachydeutera è saprofago-microfago. Il substrato alimentare è rappresentato da detriti organici, di natura sia animale sia vegetale, microrganismi decompositori, alghe. L'assunzione del cibo si svolge attraverso la filtrazione: le appendici dell'apparato cefalo-faringeo sono usate per creare un vortice che convoglia l'acqua nella cavità orale, trasportandovi le particelle organiche e i microrganismi sospesi.

## Filogenesi e tassonomia

### Inquadramento tassonomico
Le peculiarità morfologiche del genere Brachydeutera ne hanno reso problematico, storicamente, l'inquadramento tassonomico a causa della difficoltà di individuare le affinità con altri gruppi di efidridi. A partire dagli anni cinquanta ha prevalso l'orientamento di collocare il genere nella sottofamiglia Parydrinae, anche se in differenti tribù, come quella degli Hyadinini e quella dei Parydrini. Va osservato che l'incertezza della collocazione sistematica di Brachydeutera si accompagnava all'enigmatica posizione di alcuni generi di Parydrinae che furono definitivamente spostati nelle Ephydrinae da Mathis (1982), con la definizione di una nuova tribù, quella dei Dagini. L'istituzione di questa tribù metteva in relazione filogenetica il genere Dagus con alcune Parydrinae (Diedrops, Physemops e Psilephydra), definendo un clade distinto nell'ambito delle Ephydrinae. Per un intero decennio, tuttavia, Brachydeutera venne mantenuto all'interno delle Parydrinae.
Sulla base delle più recenti acquisizioni in materia di filogenesi, Zatwarnicki (1992) ha rivoluzionato la sistematica dell'intera famiglia, proponendo uno schema tassonomico che sostanzialmente è adottato dall'inizio degli anni novanta. Nell'ambito di questa revisione, Zatwarnicki rimosse la sottofamiglia Parydrinae e spostò i Parydrini nella sottofamiglia delle Ephydrinae. Contestualmente, il genere Brachydeutera fu spostato nella tribù dei Dagini. Questa collocazione non ha più subito rettifiche.
Brachydeutera presenta diversi caratteri morfologici inusuali fra gli Ephydridae, se non del tutto esclusivi, e considerati autapomorfie che sostengono la natura monofiletica di questo genere già dagli anni ottanta: la conformazione della faccia, con la presenza di una carena prominente fra l'inserzione delle antenne, la presenza di un paio di sviluppate setole interfrontali proclinate e incrociate, la conformazione marcatamente pettinata delle antenne, la ridotta lunghezza del ramo R2+3 e l'evanescenza del tratto terminale della media, la fusione dei surstili con una proiezione mediana ventrale dell'epandrio, la mancata espansione dorsale di quest'ultimo, che di norma forma una cavità conformata a U che avvolge i cerci. Infine viene considerata autapomorfica anche l'estensione della costa fino alla terminazione di R4+5, carattere che in ogni modo ricorre in diversi gruppi di efidridi, anche se meno frequente dell'estensione fino alla terminazione della media.
Malgrado l'evidente natura monofiletica, non vi sono elementi sufficienti a stabilire le relazioni filogenetiche con gli altri generi delle Ephydrinae, tuttavia permane l'orientamento di collocare Brachydeutera nell'ambito dei Dagini.

### Specie
Il genere comprende 16 specie. 
- Brachydeutera adusta Mathis & Ghorpade, 1985. AU
- Brachydeutera africana Wirth, 1964. AF
- Brachydeutera argentata (Walker, 1853). NE (=B. dimidiata Loew, 1862)
- Brachydeutera brunnea Wirth, 1964 AF
- Brachydeutera congolensis Wirth, 1964 AF
- Brachydeutera dentata Mathis & Winkler, 2003 NT
- Brachydeutera hardyi Wirth, 1964 AU OR
- Brachydeutera hebes Cresson, 1926 AU
- Brachydeutera ibari Ninomyia, 1929 AU OR PA
- Brachydeutera longipes Hendel, 1913 NE, NT, OR
- Brachydeutera munroi Cresson, 1939 AF
- Brachydeutera neotropica Wirth, 1964 NE NT
- Brachydeutera pleuralis Malloch, 1928 AF AU OR (=B. pauliani Wirth, 1964)
- Brachydeutera stuckenbergi Wirth, 1964 AF
- Brachydeutera sturtevanti Wirth, 1964 NE, NT
- Brachydeutera sydneyensis Malloch, 1924 AU

L'esistenza di B. munroi, pur essendo formalmente descritta dal suo autore, è poco documentata in letteratura e manca del tutto nelle pubblicazioni storiche fondamentali in materia di tassonomia del genere (Wirth, 1964, Mathis & Ghorpadé, 1985). La specie fu descritta da Cresson nel 1939 ed è segnalata nel BioSystematic Database of World Diptera. È infine trattata o menzionata, in quanto specie antagonista dei Culicidae, in alcuni lavori di enti governativi statunitensi e kenioti, basati su studi condotti da Linthicum et al..
B. munroi ricorre invece più o meno esplicitamente in lavori più recenti, che registrano 15 specie prima del 2003 e 16 dopo Mathis & Wrinkler (2003).

### Suddivisione
Il genere Brachydeutera fu descritto da Loew (1862) come genere monotipico, comprendente la sola specie B. dimidiata. Quest'ultima fu in seguito rinominata come Brachydeutera argentata (Walker, 1853) da Becker (1896), che identificò Notiphila argentata Walker, 1853, come sinonimo maggiore della specie descritta da Loew. Nella prima metà del XX secolo furono classificate in questo genere altre cinque nuove specie: B. longipes, B. sydneyensis, B. hebes, B. pleuralis e B. ibari. A queste, citate in altri lavori successivi, si deve aggiungere B. munroi Cresson (1939), non contemplata nelle successive trattazioni tassonomiche.
A Wirth (1964) si deve la prima significativa revisione organica del genere: l'Autore descrisse otto nuove specie (B. africana, B. brunnea, B. congolensis, B. hardyi, B. neotropica, B. pauliani, B. stuckenbergi e B. sturtevanti) e fornì una chiave analitica di determinazione. Il numero di specie di Brachydeutera, contemplato da Wirth saliva a 14.
Mathis (1983) rettificò l'impostazione tassonomica di alcuni efidridi del Paleartico classificati in precedenza come Brachydeutera argentata. L'autore identificò tali esemplari con la specie B. ibari. Di conseguenza, l'areale di quest'ultima è risultato più esteso, mentre quello di B. argentata resta circoscritto al Neartico.
Alcuni anni dopo, Mathis & Ghorpadé revisionarono la sistematica del genere limitatamente alle specie asiatiche e oceaniche. In questa revisione venne descritta una nuova specie, B. adusta, e ridotto B. pauliani a sinonimo minore di B. pleuralis. Nel sunto relativo alla distribuzione geografica, gli Autori considerarono tre specie dell'emisfero occidentale (America) e undici dell'emisfero orientale (Africa e Asia), di cui sei presenti in Africa. Come detto in precedenza, risulta implicitamente esclusa B. munroi Cresson, 1939.
Alcuni contributi successivi integrano il quadro sistematico e zoogeografico con l'aggiunta di una nuova specie, B. dentata, da parte di Mathis & Wrinkler (2003), e con le segnalazioni dell'espansione di B. longipes nel nuovo continente, da parte di Mathis & Steiner (1986), Mathis & Zatwarnicki (1995), Mathis & Wrinkler (2003).

## Distribuzione
Le segnalazioni relative ai ritrovamenti indicano per questo genere una distribuzione prevalentemente tropicale e subtropicale, ma non mancano, anche se limitatamente a poche specie, le espansioni nelle regioni temperate, fino al Canada nel Nordamerica, la Cina, la Corea e il Giappone in Asia, la Nuova Zelanda in Oceania. Il maggior grado di biodiversità si riscontra in Africa, con sei specie afrotropicali e una paleartica.
La maggior parte delle Brachydeutera sono endemiche di una specifica regione: cinque sono esclusive dell'ecozona afrotropicale e tre dell'Australasia; altre quattro sono distribuite nella sola America, in una o in entrambe le regioni zoogeografiche.
Le altre quattro specie hanno un areale che si estende su due o più continenti:
- B. hardyi è distribuita dall'India a tutto il sudest asiatico fino alle occidentali dell'Australasia (Micronesia, Melanesia, Nuova Guinea e Queensland).
- B. pleuralis si distribuisce principalmente nelle regioni che si affacciano sull'Oceano Indiano. È comunque segnalata in varie regioni dell'Africa (Madagascar, Sudafrica, Tanzania, Nigeria, Capo Verde), in India e Vietnam e nelle regioni settentrionali dell'Australia.
- B. longipes presenta invece un areale emblematico di una capacità di adattamento: fino agli anni ottanta, questa specie era conosciuta solo nell'ecozona orientale, con un'ampia distribuzione che si estendeva dall'India alla Cina meridionale e all'intero sudest asiatico. Nel 1986 si segnalò la sua presenza nel Nordamerica, nel 1995 si è documentata l'espansione nel Centroamerica e in Venezuela, nel 2003, infine, è stata segnalata la presenza in altre regioni del Sudamerica e varie isole dei Caraibi.
- B. ibari ha una distribuzione più contenuta in termini di latitudine ma notevolmente estesa in longitudine, abbracciando il Paleartico occidentale, il Paleartico orientale e l'Oceania. È presente nelle Isole Canarie, in Nordafrica, Medio Oriente, Iran, Cina, Corea, Giappone e, infine, Hawaii. Questa è l'unica specie del genere Brachyteura e della tribù dei Dagini presente anche in Europa. Il catalogo Fauna Europaea ne segnala la presenza anche nelle Azzorre e in Spagna[21].